# Richard Leach Maddox
Richard Leach Maddox (4 de agosto de 1816-11 de mayo de 1902) fue un médico y fotógrafo británico cuya principal contribución a la fotografía fue descubrir el proceso de gelatino-bromuro.
Su trabajo como médico le hizo viajar por Italia y Turquía antes de establecerse en Gran Bretaña. Como fotógrafo estuvo muy interesado en la fotomicrografía y la fotografía de paisajes. Como el proceso que se empleaba era el colodión húmedo, iniciado en 1851 por Frederick Scott Archer, que exigía sensibilizar la placa en el mismo momento de la toma decidió investigar un sistema para mejorarlo. Se fundamentó en los estudios de Poitevin sobre el uso de gelatina seca y en los de Marc-Antoine Gaudin sobre la sensibilidad a la luz del bromuro de plata.
Publicó su descubrimiento en el British Journal of Photography en 1871 describiendo el proceso a seguir e indicando que debido a su profesión de médico no disponía de tiempo para perfeccionarlo. La descripción del proceso era a grandes rasgos: humedecer la gelatina con agua, extender sobre ella bromuro de cadmio y nitrato de plata para que reaccionaran y se obtuviese bromuro de plata y finalmente depositar el resultado en un vidrio hasta que secase. Dos años después Richard Kennett preparó la primera placa de uso práctico y en 1878 Charles Bennet consiguió una placa de gran calidad.
En 1901 recibió la Medalla al progreso de la Royal Photographic Society.